# El Montcau (Gelida)
El Montcau és una muntanya de 644 metres que es troba entre els municipis de Gelida i de Subirats, a la comarca de l'Alt Penedès.